# Pseudophelia translucens
Pseudophelia translucens är en ringmaskart som beskrevs av Katzmann 1973. Pseudophelia translucens ingår i släktet Pseudophelia och familjen Opheliidae. Inga underarter finns listade i Catalogue of Life.